# Commersonia macrostipulata
Commersonia macrostipulata är en malvaväxtart som beskrevs av Gordon P. Guymer. Commersonia macrostipulata ingår i släktet Commersonia och familjen malvaväxter. Inga underarter finns listade i Catalogue of Life.